# Medevce
Medevce (cyr. Медевце) – wieś w Serbii, w okręgu jablanickim, w gminie Medveđa. W 2011 roku liczyła 54 mieszkańców.